# Germaine Desgranges
Ange Marie Germaine Desgranges (Paris, 13 novembre 1892 - Paris, 16 mars 1974) est une sculptrice et peintre française, fille du peintre Félix Desgranges.

## Biographie
Élève d'Antoine Bourdelle, elle fréquente son atelier et collabore à la décoration du foyer du Théâtre des Champs-Élysées.
Elle épouse en 1913 Daniel Blavier, commissaire de marine, tué à l'ennemi lors de la Première Guerre mondiale en 1916. En 1921, elle épouse en secondes noces le statuaire Philippe Besnard.
Elle était très liée avec les peintres René-Xavier Prinet et Bessie Davidson.
Après la mort de son second mari, elle mène à bien avec l’Université d'Ottawa l'édition des mémoires de ce dernier, Souvenances.

## Œuvres
Peinture
- Paysage (1918)
- Paysage aux toits rouges
- La maison Desgranges aux Maires d'Avaux
- Porte ouverte sur le jardin, gouache sur carton
- Portrait de femme

Sculpture
- Claude Besnard enfant, masque en terre cuite
- Marc Tutaj enfant, masque en terre cuite
- Portrait de Marc Tutaj, petit-fils de l’artiste, plâtre
- La porteuse de fruits[4]

## Hommages
Germaine Desgranges servit de modèle à plusieurs artistes : Félix Desgranges, son père, Philippe Besnard, son époux, Albert Besnard, son beau-père, ses amis René-Xavier Prinet, Bessie Davidson, Jeanne Simon née Dauchez...
- Félix Desgranges, Germaine Desgranges allongée sur un canapé
- Albert Besnard, Germaine Besnard et sa fille Anne, 1930
- Philippe Besnard, Buste de Germaine Desgranges, plâtre polychrome, 1929[5]